# León Quaglia
León D. Quaglia (f. 1951) fue un militar argentino, perteneciente al Ejército, que se desempeñó como gobernador del Territorio Nacional de Río Negro entre 1926 y 1929.

## Biografía
Realizó su carrera militar en el Ejército Argentino. Adhirió a la Unión Cívica Radical y participó en la revolución radical de 1905 en Córdoba, siendo condenado a seis años de prisión. Se desempeñó como edecán presidencial de Hipólito Yrigoyen entre 1916 y 1922. Pasó a retiro en 1923 con el grado de teniente coronel, siendo promovido al grado inmediato superior de coronel en 1930 por decreto presidencial.
En 1926, tras la renuncia de Alfredo Viterbori y un interinato de Eduardo Elordi como interventor, Quaglia fue designado gobernador del Territorio Nacional de Río Negro por el presidente Marcelo T. de Alvear. En su gestión, realizó obras en la capital territorial Viedma, cuyos pobladores solicitaron su redesignación en 1929 para un segundo período. Sin embargo, no sucedió y fue sucedido interinamente por Domingo A. Perfetti. También solicitó al gobierno nacional obras de irrigación en el valle medio del río Negro.
En 1930, fue designado comisionado municipal del partido de San Isidro (provincia de Buenos Aires). Ocupa el cargo brevemente hasta el golpe de Estado de ese año.
Falleció en 1951. Una calle de San Carlos de Bariloche lleva su nombre.